# Vadonville
Pour l’article ayant un titre homophone, voir Wadonville-en-Woëvre.
Vadonville est une commune française située dans le département de la Meuse, en région Grand Est.

## Géographie

### Les alentours
Les communes situées à proximité de Vadonville sont les suivantes :
- Mécrin est à 2,623 kilomètres ;
- Sampigny est à 3,706 kilomètres ;
- Pont-sur-Meuse est à 3,710 kilomètres ;
- Lérouville est à 4,151 kilomètres ;
- Boncourt-sur-Meuse est à 5,565 kilomètres ;
- Grimaucourt-près-Sampigny est à 5,566 kilomètres ;
- Kœur-la-Petite est à 5,863 kilomètres ;
- Kœur-la-Grande est à 6,686 kilomètres ;
- Ménil-aux-Bois est à 7,422 kilomètres ;
- Courcelles-en-Barrois est à 7,651 kilomètres ;
- Han-sur-Meuse est à 7,652 kilomètres ;
- Bislée est à 7,652 kilomètres ;
- Commercy est à 9,277 kilomètres ;
- Vignot est à 9,991 kilomètres.

### Hydrographie
La commune est dans le bassin versant de la Meuse au sein du bassin Rhin-Meuse. Elle est drainée par le canal de l'Est Branche-Nord, la Meuse et le ruisseau de Mont,.
Le canal de l'Est Branche-Nord, d'une longueur de 141 km, est un chenal et un cours d'eau naturel navigable qui relie Givet à Troussey, où il rejoint le canal de la Marne au Rhin. 
La Meuse, d'une longueur de 486 km, est un fleuve européen qui prend sa source en France, dans la commune du Châtelet-sur-Meuse, à 409 mètres d'altitude, et se jette dans la mer du Nord après un cours long d'approximativement 950 kilomètres traversant la France, la Belgique et les Pays-Bas. 

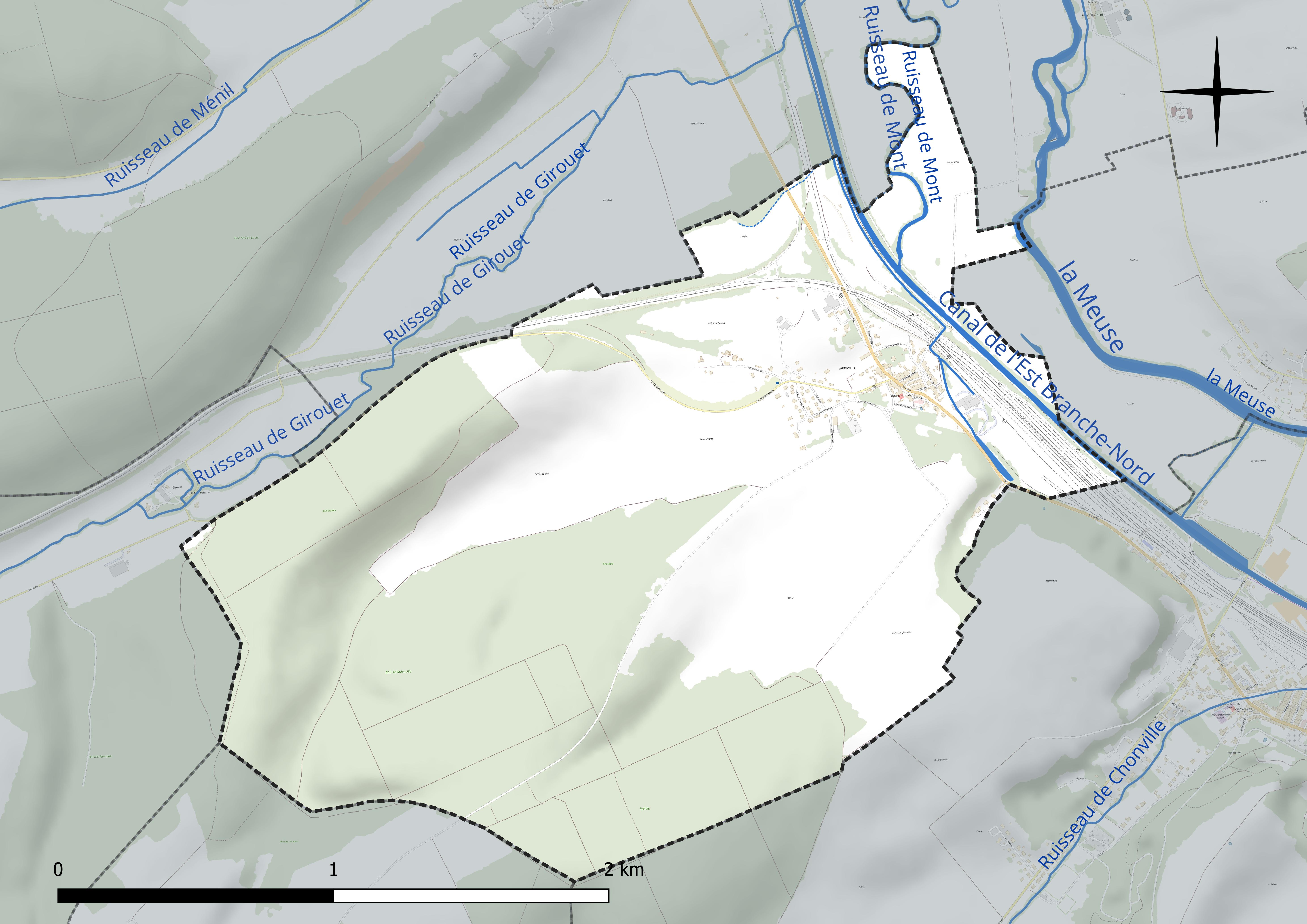
Réseau hydrographique de Vadonville.

### Climat
Pour des articles plus généraux, voir Climat du Grand Est et Climat de la Meuse.
En 2010, le climat de la commune est de type climat de montagne, selon une étude du Centre national de la recherche scientifique s'appuyant sur une série de données couvrant la période 1971-2000. En 2020, Météo-France publie une typologie des climats de la France métropolitaine dans laquelle la commune est exposée à un climat océanique altéré et est dans la région climatique  Lorraine, plateau de Langres, Morvan, caractérisée par un hiver rude (1,5 °C), des vents modérés et des brouillards fréquents en automne et hiver. 
Pour la période 1971-2000, la température annuelle moyenne est de 9,6 °C, avec une amplitude thermique annuelle de 16,2 °C. Le cumul annuel moyen de précipitations est de 987 mm, avec 13,6 jours de précipitations en janvier et 9,6 jours en juillet. Pour la période 1991-2020, la température moyenne annuelle observée sur la station météorologique de Météo-France la plus proche, « Erneville aux Bois_sapc », sur la commune d'Erneville-aux-Bois à 10 km à vol d'oiseau, est de 9,9 °C et le cumul annuel moyen de précipitations est de 1 021,5 mm. 
La température maximale relevée sur cette station est de 39,4 °C, atteinte le 25 juillet 2019 ; la température minimale est de −24,2 °C, atteinte le 18 février 1956,,. 
Les paramètres climatiques de la commune ont été estimés pour le milieu du siècle (2041-2070) selon différents scénarios d'émission de gaz à effet de serre à partir des nouvelles projections climatiques de référence DRIAS-2020. Ils sont consultables sur un site dédié publié par Météo-France en novembre 2022.

## Urbanisme

### Typologie
Au 1er janvier 2024, Vadonville est catégorisée commune rurale à habitat dispersé, selon la nouvelle grille communale de densité à sept niveaux définie par l'Insee en 2022.
Elle est située hors unité urbaine. Par ailleurs la commune fait partie de l'aire d'attraction de Commercy, dont elle est une commune de la couronne,. Cette aire, qui regroupe 19 communes, est catégorisée dans les aires de moins de 50 000 habitants,.

### Occupation des sols
L'occupation des sols de la commune, telle qu'elle ressort de la base de données européenne d’occupation biophysique des sols Corine Land Cover (CLC), est marquée par l'importance des forêts et milieux semi-naturels (48 % en 2018), une proportion sensiblement équivalente à celle de 1990 (48,2 %). La répartition détaillée en 2018 est la suivante : 
forêts (42,2 %), terres arables (35,7 %), prairies (7 %), zones urbanisées (6,5 %), milieux à végétation arbustive et/ou herbacée (5,9 %), zones industrielles ou commerciales et réseaux de communication (2,7 %). L'évolution de l’occupation des sols de la commune et de ses infrastructures peut être observée sur les différentes représentations cartographiques du territoire : la carte de Cassini (XVIIIe siècle), la carte d'état-major (1820-1866) et les cartes ou photos aériennes de l'IGN pour la période actuelle (1950 à aujourd'hui).

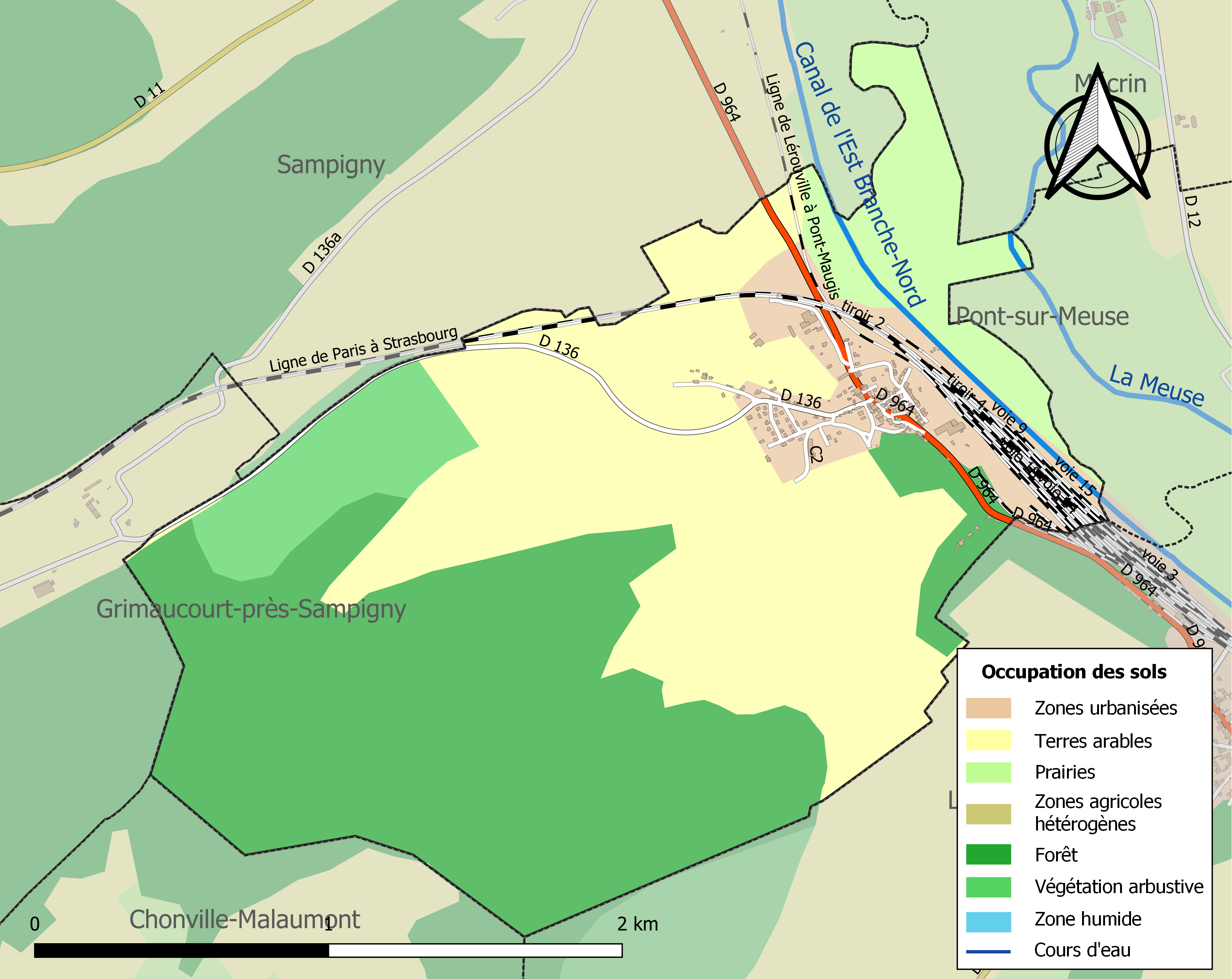
Carte des infrastructures et de l'occupation des sols de la commune en 2018 (CLC).

## Toponymie
Le nom de la localité est attesté sous les formes Vodonis-villa (1106) ; Vadon-ville, Vadunville (1186) ; Waudonville (1402) ; Wadonville (1571) ; Wandonville (1656) ; Vadonis-villa (1711).

La commune s'appelait Vadonville-aux-forges au siècle dernier.

## Politique et administration
| Période                                  | Période   | Identité        | Étiquette | Qualité |
| ---------------------------------------- | --------- | --------------- | --------- | ------- |
| Les données manquantes sont à compléter. |           |                 |           |         |
|                                          | mars 2008 | Jean Masson     |           |         |
| mars 2008                                | mars 2014 | Patrick Louviot |           |         |
| mars 2008                                | En cours  | Jean Évotte     |           |         |

## Population et société

### Démographie
L'évolution du nombre d'habitants est connue à travers les recensements de la population effectués dans la commune depuis 1793. Pour les communes de moins de 10 000 habitants, une enquête de recensement portant sur toute la population est réalisée tous les cinq ans, les populations de référence des années intermédiaires étant quant à elles estimées par interpolation ou extrapolation. Pour la commune, le premier recensement exhaustif entrant dans le cadre du nouveau dispositif a été réalisé en 2007.

En 2022, la commune comptait 251 habitants, en évolution de −3,83 % par rapport à 2016 (Meuse : −4,4 %, France hors Mayotte : +2,11 %).
| 1793 | 1800 | 1806 | 1821 | 1831 | 1836 | 1841 | 1846 | 1851 |
| ---- | ---- | ---- | ---- | ---- | ---- | ---- | ---- | ---- |
| 217  | 222  | 246  | 238  | 282  | 278  | 283  | 284  | 435  |

| 1856 | 1861 | 1866 | 1872 | 1876 | 1881 | 1886 | 1891 | 1896 |
| ---- | ---- | ---- | ---- | ---- | ---- | ---- | ---- | ---- |
| 355  | 332  | 353  | 326  | 362  | 384  | 343  | 344  | 376  |

| 1901 | 1906 | 1911 | 1921 | 1926 | 1931 | 1936 | 1946 | 1954 |
| ---- | ---- | ---- | ---- | ---- | ---- | ---- | ---- | ---- |
| 358  | 376  | 362  | 344  | 431  | 386  | 329  | 296  | 315  |

| 1962 | 1968 | 1975 | 1982 | 1990 | 1999 | 2006 | 2007 | 2012 |
| ---- | ---- | ---- | ---- | ---- | ---- | ---- | ---- | ---- |
| 308  | 329  | 253  | 278  | 261  | 239  | 249  | 250  | 265  |

| 2017 | 2022 | - | - | - | - | - | - | - |
| ---- | ---- | - | - | - | - | - | - | - |
| 260  | 251  | - | - | - | - | - | - | - |

Les résultats ci-dessous affichés pour la ville de Vadonville datent de la collecte de 2007.
La population était de : 48 % d'hommes et 52 % de femmes.
Le nombre de célibataires était de 27,8 % dans la population.
Les couples mariés représentaient 56,6 % de la population.
Dans la commune de Vadonville les divorcés représentaient 4,5 % de la population.
Le nombre de veuves et veufs était de 11,1 % à Vadonville.

## Culture locale et patrimoine

### Lieux et monuments
- Église de la Nativité de la Vierge : a été construite au XVe siècle. La nef a été achevée au XVIIIe siècle par le clocher. En 1880, sous la direction du chanoine J.D.Didelot, le chanoine de Vadonville mena alors une campagne de reconstruction. Les vitraux de l'église sont détruits lors de la Seconde Guerre mondiale. À la fin de la guerre, l'atelier de Benoît de Nancy reçoit une commande pour la construction d'une nouvelle verrière pour le chœur et la nef, réalisée en verre coloré et peinte en maillage de plomb. L'installation de ces vitraux a été faite par l'un des ateliers les plus actifs de la région au XIXe siècle, il fait donc partie de l'histoire complexe de cette église, et chaque époque contribua à son style au sein de ce monument[21].

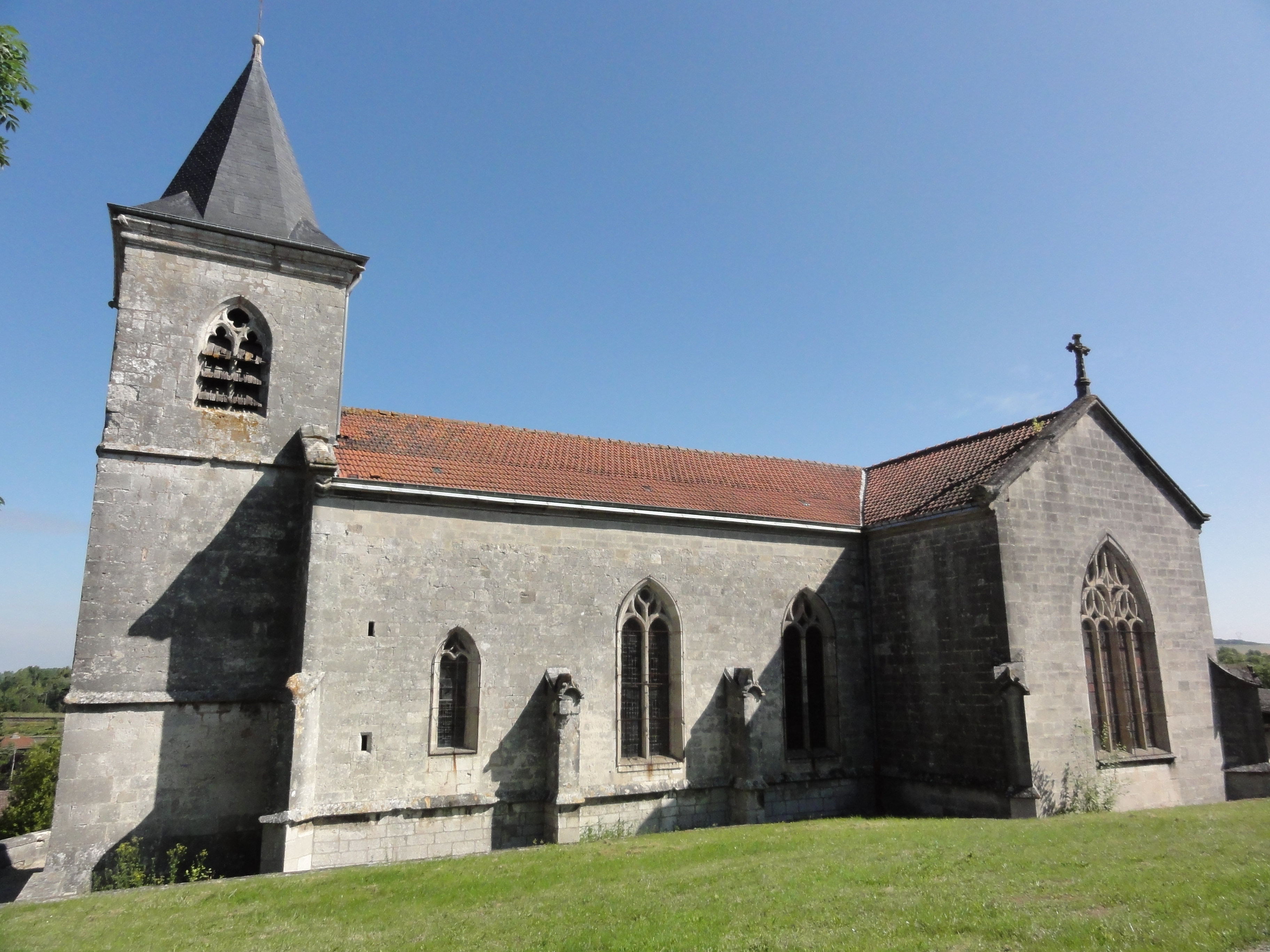
L'église.
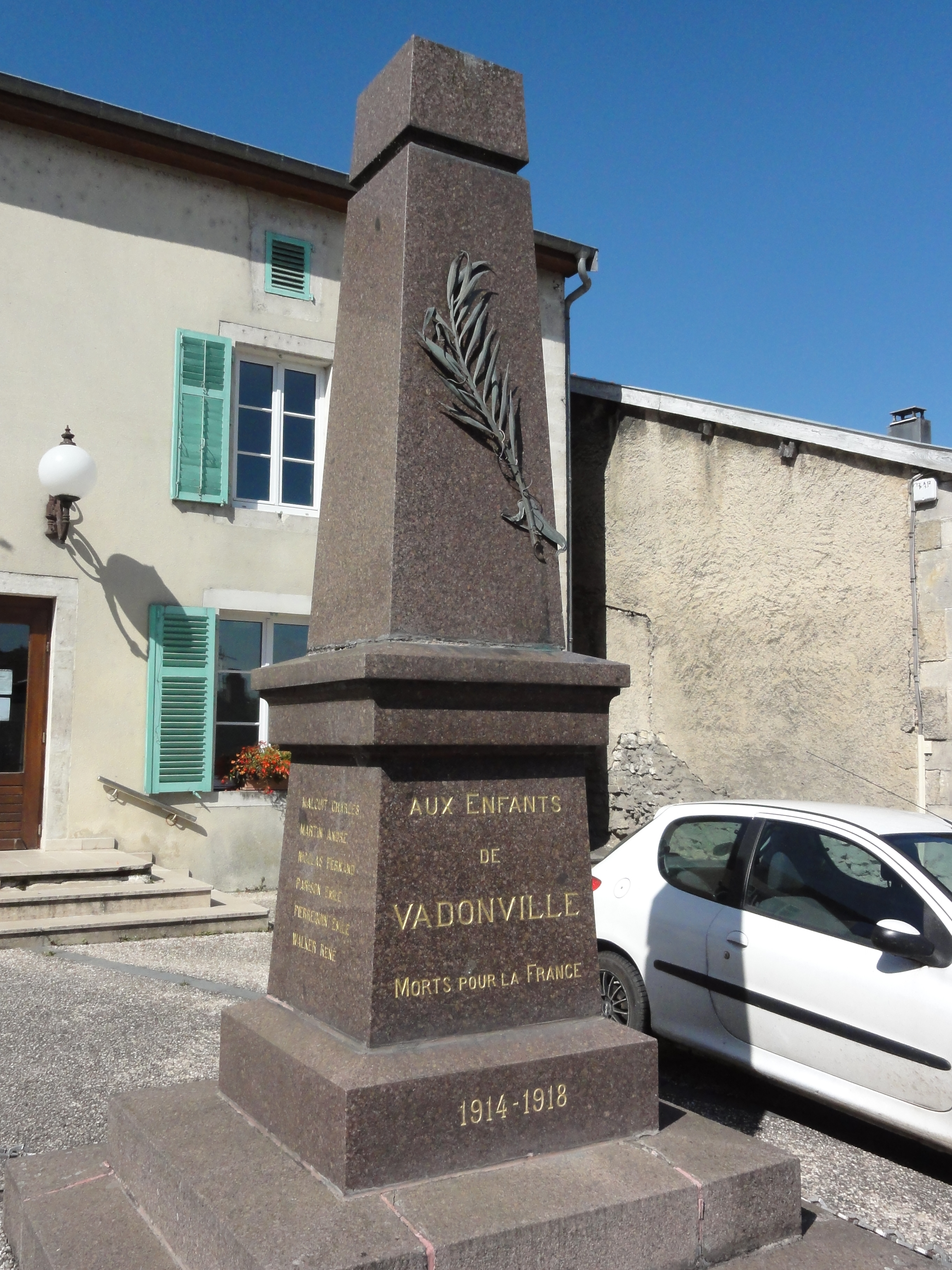
Monument aux morts.
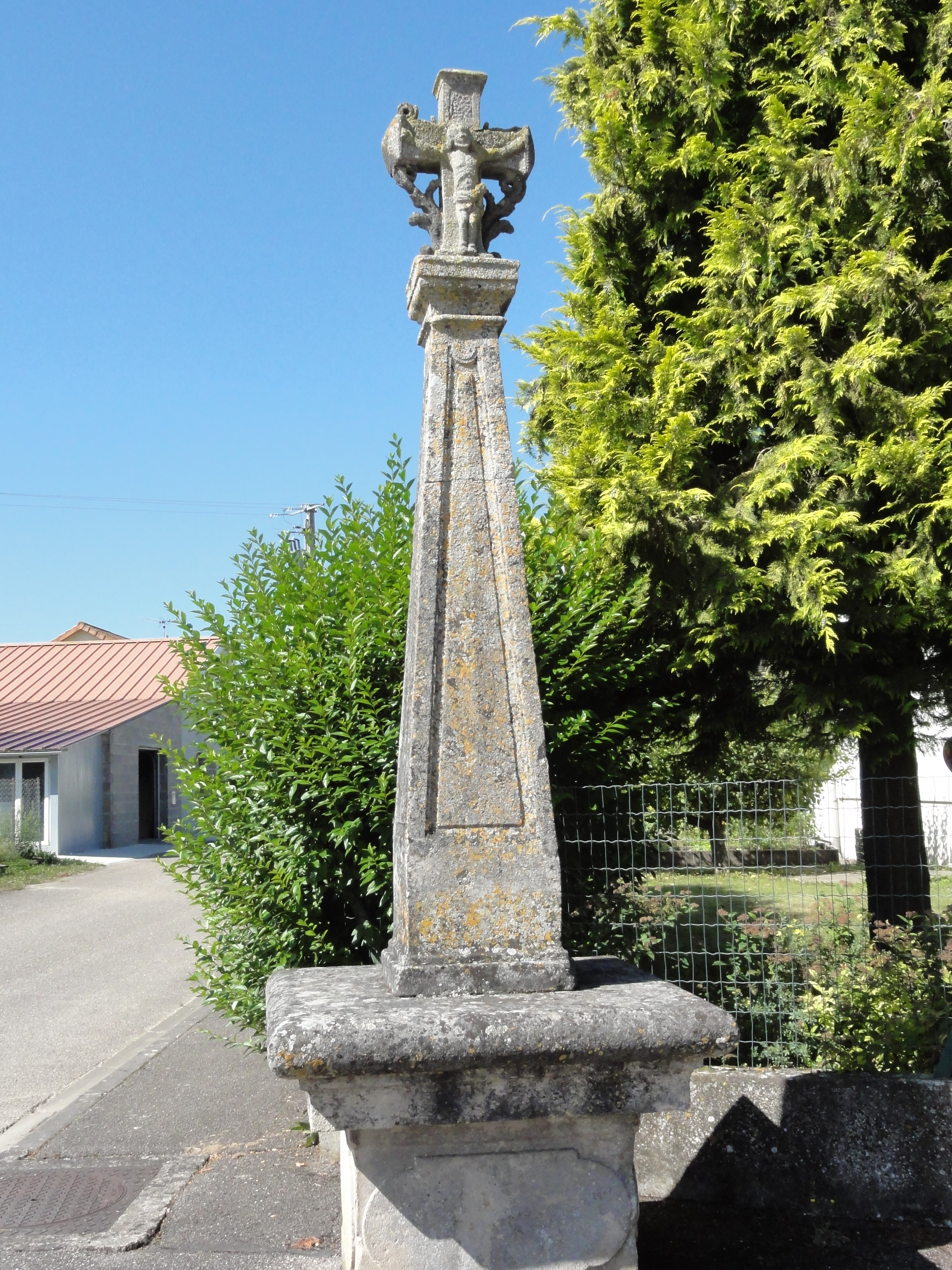
Croix.

### Héraldique
| Blason de Vadonville | Blason  | D'or au creuset de fonderie de gueules au chef d'azur chargé de deux fleurs de lys de jardin d'argent.                            |
| Blason de Vadonville | Détails | Blason composé par R.A. Louis avec les conseils de la Commission héraldique de l'UCGL et mis à disposition de la commune en 2011. |